# 살림출판사
살림출판사는 1989년 11월 1일에 세워진 대한민국의 출판사이다. 시인 천상병, 소설가 양귀자 등의 작품을 출판하였으며, 경기도 파주시 광인사길 30 (문발동 522-1)에 위치하고 있다. 1990년대에는 문학 전문 출판사로 문학계간지 상상 등을 출간하였으며, 2000년대 들어와 살림 지식총서와 현대 신학자 평전 등 다양한 교양분야의 책을 출간하는 한편 자기계발서 시크릿 등의 성공을 통해 종합출판사로 자리잡았다.

## 출판분야
- 신학서적:교부들의 설교, 신학자 평전, 신학총서, 기독교 단행본
- 총서류:살림 지식총서. 2016년 1월 기준으로, 살림지식총서는 518권에 이른다. 《미셸 푸코》(양운덕 지음),《커피 이야기》(김성윤 지음),《덩샤오핑》(박형기 지음) 등의 다양한 주제의 책을 내고 있다. 《조선왕조실록 1~6》(이성무)이 최신 작품이다.
- 청소년:랄랄랄 시리즈, 중학생을 위한 황당교과서 등
- 인문/사회:e-시대의 절대사상, 인문/사회단행본 등
- 문학 : YA(Young Adults, 청소년) 문학을 주로 출간하고 있다.
- 과학 : 사이언스클럽, 과학 블로그 시리즈 등
- 경제 : <<쇼크 독트린>>(나오미 클라인) 등
- 자기계발/비즈니스 : <<시크릿>>(론다 번), <<마지막 강의>>(랜디 파우시) 등